# 吴玉霞
吴玉霞（1959年—），女，汉族，中华人民共和国琵琶演奏家，中央民族乐团管弦乐队琵琶首席，第十一届全国政协委员。

## 生平
琵琶師承衛祖光、楊承業、劉德海、吳國樑、趙忠達、李光華、李光祖等人。
1995年起，參加古琴演奏家余青欣發起的「中華雅樂組」，致力於挖掘、整理傳統音樂，並嘗試用新的樂器組合演出。
2008年，当选第十一届全国政协委员，代表文化艺术界，分入第二十六组。

## 首演作品
- 《春秋》
- 《古道隨想》
- 《千秋頌》
- 《律動》
- 《風戲柳》[5]

## 琵琶作品
- 《情寄長白山》
- 《吳玉霞琵琶琴韻》
- 《千秋頌》
- 《敦煌古樂》[5]

## 書譜文集
- 《東瀛琵琶行》
- 《琵琶演奏曲集》
- 《琵琶演奏基礎教程》
- 《我的琵琶行》[5]

## 外部連結
- 吴玉霞的新浪微博